# Кубок сезону 1977
Перший розіграш кубка сезону відбувся на стадіоні «Динамо» в Тбілісі 20 листопада 1977 року. У грі брали участь чемпіон країни київське «Динамо» і володар кубка СРСР «Динамо» (Москва).

## Претенденти
- «Динамо» (Москва) — одинадцятиразовий чемпіон СРСР (1936в, 1937, 1940, 1945, 1949, 1954, 1955, 1957, 1959, 1963, 1976в), п'ятиразовий володар кубка СРСР (1937, 1953, 1967, 1970, 1977).
- «Динамо» (Київ) — восьмиразовий чемпіон СРСР (1961, 1966, 1967, 1968, 1971, 1974, 1975, 1977), чотириразовий володар кубка СРСР (1954, 1964, 1966, 1974), володар кубка володарів кубків (1975), володар суперкубка УЄФА (1975).

## Деталі матчу
| 20 листопада 1977 |

| «Динамо» (Москва) | 1 – 0    | «Динамо» (Київ) |
| ----------------- | -------- | --------------- |
|                   | Протокол |                 |

| «Динамо» (Тбілісі) Глядачів: ? Арбітр: Баканідзе (Тбілісі) |

| «Динамо» М        |                       |     |
|                   |                       |     |
| ВР                | Володимир Пільгуй     |     |
| ЗХ                | Анатолій Паров        | 46' |
| НП                | Володимир Казачонок   |     |
| ЗХ                | Олександр Маховиков   |     |
| ЗХ                | Олександр Бубнов      |     |
| ПЗ                | Олексій Петрушин      |     |
| НП                | Михайло Гершкович     | 80' |
| ПЗ                | Олег Долматов         |     |
| ПЗ                | Андрій Якубик         |     |
| ПЗ                | Олександр Максименков |     |
| ПЗ                | Олександр Мінаєв      |     |
| Заміни:           |                       |     |
| ЗХ                | Сергій Нікулін        | 46' |
| ПЗ                | Микола Колесов        | 80' |
| Тренер:           |                       |     |
| Олександр Севідов |                       |     |

| «Динамо» К           |                      |     |
|                      |                      |     |
| ВР                   | Віктор Юрковський    |     |
| ЗХ                   | Анатолій Коньков     |     |
| ПЗ                   | Олександр Бережний   | ЖК  |
| ЗХ                   | Михайло Фоменко      |     |
| ЗХ                   | Стефан Решко         | 80' |
| ЗХ                   | Володимир Лозинський |     |
| ПЗ                   | Леонід Буряк         |     |
| ПЗ                   | Володимир Безсонов   |     |
| ПЗ                   | Віктор Колотов       |     |
| НП                   | Володимир Веремєєв   | 73' |
| НП                   | Олег Блохін          |     |
| Заміни:              |                      |     |
| ЗХ                   | Сергій Кузнецов      | 83' |
| НП                   | Володимир Онищенко   | 80' |
| Тренер:              |                      |     |
| Валерій Лобановський |                      |     |